# 第7号弦乐四重奏 (肖斯塔科维奇)
苏联作曲家德米特里·肖斯塔科维奇的升F小调第7号弦乐四重奏，作品108创作于1960年，肖氏第一任妻子尼娜·瓦西里耶芙娜·瓦尔扎尔于1954年12月意外身故，作曲家将此曲题献其人以作怀念。如尼娜当时在世，本曲创作的年份本当与其五十岁生日同年。这一四重奏于列宁格勒格林卡音乐厅首演，演出者贝多芬四重奏组，时为1960年5月15日。
此前肖斯塔科维奇已经创作大量室内乐作品，作曲生涯甚早即已形成富于个人特色的室内乐写法。于肖氏众多室内乐作品中，本曲是其最短的弦乐四重奏，演奏用时仅需13分钟。全曲结构分为四乐章，但其「第四」乐章不作独立乐章看待，故也算作三乐章作品。另外，各乐章之间并无停顿，而皆有（紧接）记号，为作曲家所标记。

## 历史
肖斯塔科维奇谱完其第7号弦乐四重奏为1960年3月之事，然其选择将首演日期定在5月份，是以此月在肖氏及其妻尼娜之间甚为特殊之故。二人相处间多有回忆发生在5月：自肖氏与尼娜相遇开始新生活，至其订婚、结婚，乃至于二人第一、第二孩出生，皆在5月。作曲家特意以升F小调谱写此四重奏，因此调性与悲痛、受苦相关，与肖氏之痛失爱人更为相称。

## 乐章概述

### 第一乐章：小快板（Allegretto）
第一乐章中，开头有一轻快主题地位重要，含有不断重复的音乐形象，此形象颇具动感，可描述成两个全然不同的人物间所作对话。此乐章中有黑暗与焦躁之感情、有拨奏部分之幽默同轻巧，而二者互相结合。乐章中多有心境与形象发生变化，自尖锐而紧张而活跃，然又有俏皮。

### 第二乐章：缓板（Lento）
第二乐章更为透明，其中孤独的固定音型（ostinato）琶音由第二小提琴奏出，自头而尾。织体在此乐章甚为单薄，四重奏四把提琴全以哑音（con sordini）演奏。乐章中氛围如低语，音符有滑音者，有持平一音高者，有连奏不断者，有稳定不移者，而营造出如同漂流、如在梦中的气场。

### 第三乐章：快板－小快板（Allegro – Allegretto）
「快板」部分同先前两乐章对比鲜明。乐章开头，一列强音冲击起始，音乐于是充满刺激，全不同前。肖氏以主题材料写成赋格，插入此部分章，四把乐器均参与演奏。此乐章织体本甚密集，赋格、和弦及最轻亦为「强」（forte）的巨大音量贯穿「快板」部分，则密集尤甚。
「小快板」部分与「快板」相反差，更为轻柔、圆转，其听感有类华尔兹。最成旋律的音乐材料由第一小提琴演奏，余三把乐器仅作辅助角色。全曲设计成一循环，而至此得以表现。到乐章最后，作曲家基本使音乐回到第一乐章开始之处所使用的音乐材料上。

## 延伸阅读
- Rival, Robert. . Twentieth-Century Music. 2009-09, 6 (2): 209–235. doi:10.1017/S1478572210000174.